# 동방여행기
동방여행기는 제라르 드 네르발의 작품이다.
19세기의 프랑스 작가인 제라르 드 네르발은 ≪동방 여행기≫라는 책을 남겼다. 이 안에는 ＜시바의 여왕과 정령들의 왕자 솔로몬 이야기＞가 삽화로 들어 있다. 이 작품은 신전 건축을 중심으로 일어나는 솔로몬과 시바의 여왕, 명인(名人) 아도니람 사이의 애증을 그리고 있다. 쉽게 말해 고대 이스라엘이 배경으로 ≪성서≫를 좀 읽어 본 독자라면 익숙한 요소가 많을 것이다. 하지만 어디까지나 이 이야기는 순수한 작가 자신의 창작물이다.
어쩌면 이 작품은 ≪성서≫ 이야기의 되풀이라는 오해를 살 수도 있다. 그러나 여기에는 18세기 유럽의 신비주의와 프리메이슨 사상이 함축되어 있어서, 전통적인 이야기와 시각을 달리하고 있는 부분이 종종 있다. 단적으로, 19세기 낭만주의자들과 보들레르를 비롯한 상징주의 시인들이 선호했던 ‘카인 숭배’ 사상이 그것이다.
제라르 드 네르발은 1841년 정신병 발작을 겪고 요양원에서 퇴원한 후, 1842년 12월부터 만 1년 동안 동방을 여행한다. 이 여행 중 보고 경험한 것들을 1844년 2월부터 ≪라르티스트(L'Artiste)≫지에 발표한다. 이 여행기는 1851년 5월 말 ≪동방 여행기≫(전 2권)라는 표제로 출간된다. 광증의 발작 상태에서도 동방을 꿈꾼 그의 정신적 여정이 이 작품에 고스란히 담겨 있는 것으로 보인다.
- 이준섭 역, 시바의 여왕과 정령들의 왕자 솔로몬 이야기, 지만지,